# Howard Valentine
Howard Van Nostrand Valentine (New York, 14 dicembre 1881 – New York, 25 giugno 1932) è stato un mezzofondista e velocista statunitense.
Prese parte ai Giochi olimpici di Saint Louis 1904 conquistando l'argento negli 800 metri piani e la medaglia d'oro nel cross a squadre insieme ad Arthur Newton, George Underwood, Paul Pilgrim e David Munson.
Partecipò anche ai Giochi olimpici intermedi nel 1906 nei 400 metri piani e negli 800 metri piani, ma in entrambi i casi non riuscì a qualificarsi per le fasi finali.

## Palmarès
| Anno | Manifestazione            | Sede        | Evento                     | Risultato | Prestazione | Note |
| ---- | ------------------------- | ----------- | -------------------------- | --------- | ----------- | ---- |
| 1904 | Giochi olimpici           | Saint Louis | 400 metri                  | n/d       | n/d         |      |
| 1904 | Giochi olimpici           | Saint Louis | 800 metri                  | Argento   | 1'56"3      |      |
| 1904 | Giochi olimpici           | Saint Louis | 1500 metri                 | 7º        | n/d         |      |
| 1904 | Giochi olimpici           | Saint Louis | Cross a squadre (4 miglia) | Oro       | n/d         |      |
| 1906 | Giochi olimpici intermedi | Atene       | 400 metri                  | batteria  | n/d         |      |
| 1906 | Giochi olimpici intermedi | Atene       | 800 metri                  | batteria  | n/d         |      |